# Chemed
Chemed (hebr. חמד) – moszaw położony w samorządzie regionu Emek Lod, w Dystrykcie Centralnym, w Izraelu.
Leży na równinie Szaron w aglomeracji miejskiej Gusz Dan, w otoczeniu miast Tel Awiw, Ramat Gan i Or Jehuda, miasteczek Azor i Bet Dagan, oraz moszawów Cafrijja, Miszmar ha-Sziwa i Gannot. Na wschód od moszawu, za rzeką Ajjalon jest międzynarodowy port lotniczy im. Ben-Guriona.

## Historia
Moszaw został założony w 1950 przez zdemobilizowanych izraelskich żołnierzy, którzy byli imigrantami z Czechosłowacji, Polski i Rumunii. Nazwa jest akronimem Zdemobilizowani Religijni Żołnierze (hebr. חיילים משוחררים דתיים, lit. Chajjilim Meszuchrarim Datijjim).

## Edukacja, kultura i sport
W moszawie znajduje się dom kultury, jesziwa oraz boisko do piłki nożnej.

## Gospodarka
Mieszkańcy moszawu początkowo pracowali głównie w rolnictwie i sadownictwie, jednak obecnie dużo terenów wynajmuje się pod magazyny i hale produkcyjne dla firm zewnętrznych. Działa tutaj spółka farmaceutyczna A M Davisli Ltd., produkująca leki i preparaty narkotyczne. W branży hi-tech są firmy CIVNET Communication Ltd. i Radix Technologies Ltd., natomiast firma Yeshua Gifts Ltd. zajmuje się wytwarzaniem różnych judaików (świeczniki itp.). Spółka Adiaro Buying Agency Ltd. zajmuje się eksportem biżuterii, diamentów i tkanin.

## Komunikacja
Wzdłuż zachodniej granicy moszawu przebiega autostrada nr 4  (Erez–Kefar Rosz ha-Nikra), brak jednak możliwości bezpośredniego wjazdu na nią. Przy południowej granicy moszawu przebiega droga nr 412 , która w odległości 1 km dociera do węzła drogowego z autostradą nr 1  (Tel Awiw–Jerozolima).